# Сума Гаусса
У математиці під сумою Гаусса розуміють певний вид скінченних сум коренів з одиниці, як правило, записаних у вигляді
{\displaystyle G(\chi ):=G(\chi ,\psi )=\sum \chi (r)\cdot \psi (r)}
Тут сума береться за всіма елементами r деякого скінченного комутативного кільця R, ψ(r) — гомоморфізм адитивної групи R+ в одиничне коло, χ(r) — гомоморфізм групи одиниць R× в одиничне коло, розширене елементом 0. Суми Гаусса є аналогом гама-функцій для випадку скінченних полів.
Ці суми часто зустрічаються в теорії чисел, зокрема, у функціональних рівняннях L-функцій Діріхле.
Карл Фрідріх Гаусс використовував властивості сум для розв'язування деяких задач теорії чисел, зокрема він застосував їх в одному з доведень квадратичного закону взаємності. Спочатку під сумами Гаусса мали на увазі квадратичні суми Гаусса, для яких R — поле лишків за модулем p, а χ - символ Лежандра. Для цього випадку Гаусс показав, що G(χ) = p1/2 або ip1/2 коли p порівнянне з 1 або 3 за модулем 4 відповідно.
Альтернативна форма запису суми Гаусса:
{\displaystyle \sum e^{\frac {2\pi ir^{2}}{p}}}
Загальну теорію сум Гаусса розроблено на початку XIX століття з використанням сум Якобі та їх розкладів на прості у кругових полях.
Значення сум Гаусса для теорії чисел виявлено лише в 1920-х роках. У цей час Герман Вейль застосував для дослідження рівномірних розподілів загальніші тригонометричні суми, згодом названі сумами Вейля. Тоді ж І. М. Виноградов використав суми Гаусса для отримання оцінки зверху найменшого квадратичного нелишку за модулем р. Суми Гаусса дозволяють установити зв'язок між двома важливими об'єктами теорії чисел: мультиплікативними та адитивними характерами. Квадратичні суми Гаусса тісно пов'язані з теорією θ-функцій.
Абсолютне значення сум Гаусса зазвичай знаходять за допомогою теореми Планшереля для скінченних груп. У випадку, коли R — поле з p елементів і χ нетривіальний, абсолютне значення дорівнює p1/2. Обчислення точного значення загальних сум Гаусса є непростою задачею.

## Властивості сум Гаусса для характеру Діріхле
Сума Гаусса для характеру Діріхле за модулем N
{\displaystyle G(\chi )=\sum _{a=1}^{N}\chi (a)e^{2\pi ia/N}.}
Якщо χ — примітивний, то
{\displaystyle |G(\chi )|={\sqrt {N}},}
і, зокрема, не дорівнює нулю. Загальніше, якщо N0 — кондуктор характеру χ і χ 0 — примітивний характер Диріхле за модулем N0, що індукує χ, то
{\displaystyle G(\chi )=\mu (N/N_{0})\chi _{0}(N/N_{0})G(\chi _{0})}
де μ — функція Мебіуса.
З цього випливає, що G(χ) не дорівнює нулю тоді й лише тоді, коли N/N 0 вільне від квадратів і взаємно просте з N0.
Виконується також співвідношення
{\displaystyle G({\overline {\chi }})=\chi (-1){\overline {G(\chi )}},}
де χ — комплексне спряження характеру Діріхле.
Якщо χ′ — характер Діріхле за модулем N′, такий що N та N′ взаємно прості, то
{\displaystyle G(\chi \chi ^{\prime })=\chi (N^{\prime })\chi ^{\prime }(N)G(\chi )G(\chi ^{\prime }).}

### Кондуктор характеру
- Алгебраическая теория чисел, пер. с англ., М., 1969 (рос.)
- Серр Ж.-П. Абелевы l-адические представления и эллиптические кривые, пер. с англ., М., 1973 (рос.)